# Triploidit
Triploidit ist ein selten vorkommendes Mineral aus der Mineralklasse der „Phosphate, Arsenate und Vanadate“ mit der idealisierten chemischen Zusammensetzung Mn2+2(PO4)(OH) und damit chemisch gesehen ein Mangan-Phosphat mit zusätzlichen Hydroxidionen oder anders ausgedrückt ein basisches Manganphosphat. Triploidit ist ebenso das Phosphat-Analogon zum basischen Manganarsenat Sarkinit.
Da Triploidit mit Wolfeit (Fe2+2[OH|PO4]) eine lückenlose Mischkristallreihe bildet, kann entsprechend ein Teil des Mangans durch Eisen vertreten (substituiert) sein, was in verschiedenen Quellen mit der Formel (Mn2+,Fe2+)2[OH|PO4] ausgedrückt wird.
Triploidit kristallisiert im monoklinen Kristallsystem und entwickelt prismatische bis säulige, parallel der c-Achse gestreckte und gestreifte Kristalle bis etwa einem Millimeter Länge mit glas-, diamant- oder fettähnlichem Glanz auf den Oberflächen. Oft findet er sich aber auch in Form von parallelfaserigen oder sphärolithischen (kugeligen) Mineral-Aggregaten und unregelmäßigen Körnern. Je nach Mischungsverhältnis von Mangan und Eisen bzw. Fremdbeimengungen anderer Elemente sind die durchsichtigen bis durchscheinenden Kristalle von bräunlichrosa, weingelber bis gelblichbrauner oder orangeroter Farbe. Die Strichfarbe des Minerals ist dagegen immer weiß.

## Etymologie und Geschichte
Erstmals entdeckt wurde Triploidit im Steinbruch „Abija N. Fillow“ (auch Branchville-Steinbruch) bei Branchville im Fairfield County des US-Bundesstaates Connecticut. Beschrieben wurde das Mineral 1878 durch George Jarvis Brush und Edward Salisbury Dana, die es in Anspielung auf seine Ähnlichkeit in Habitus und chemischer Zusammensetzung nach dem verwandten Mineral Triplit und dem altgriechischen εἶδος Eidos für das zu Sehende bzw. die Gestalt, genauer der griechischen Perfektform οἶδα [oida] für ich habe gesehen benannten.
Das Typmaterial des Minerals wird an der Yale University in New Haven (Katalognummern 5.5646 bis 5.5648) aufbewahrt.
Da der Triploidit bereits lange vor der Gründung der International Mineralogical Association (IMA) bekannt und als eigenständige Mineralart anerkannt war, wurde dies von ihrer Commission on New Minerals, Nomenclature and Classification (CNMNC) übernommen und bezeichnet den Triploidit als sogenanntes „grandfathered“ (G) Mineral. Die seit 2021 ebenfalls von der IMA/CNMNC anerkannte Kurzbezeichnung (auch Mineral-Symbol) von Triploidit lautet „Tpd“.

## Klassifikation
Bereits in der veralteten 8. Auflage der Mineralsystematik nach Strunz gehörte der Triploidit zur Mineralklasse der „Phosphate, Arsenate, Vanadate“ und dort zur Abteilung „Wasserfreie Phosphate, Arsenate und Vanadate mit fremden Anionen“, wo er gemeinsam mit Sarkinit und Wolfeit in der „Triploidit-Reihe“ mit der Systemnummer VII/B.03b stand.
In der zuletzt 2018 überarbeiteten Lapis-Systematik nach Stefan Weiß, die formal auf der alten Systematik von Karl Hugo Strunz in der 8. Auflage basiert, erhielt das Mineral die System- und Mineralnummer VII/B.03-060. Dies entspricht ebenfalls der Abteilung „Wasserfreie Phosphate, mit fremden Anionen F,Cl,O,OH“, wo Triploidit zusammen mit Hydroxylwagnerit, Joosteit, Sarkinit, Staněkit, Triplit, Wagnerit, Wolfeit und Zwieselit eine unbenannte Gruppe mit der Systemnummer VII/B.03 bildet.
Auch die von der International Mineralogical Association (IMA) zuletzt 2009 aktualisierte 9. Auflage der Strunz’schen Mineralsystematik ordnet den Triploidit in die Klasse der „Phosphate, Arsenate und Vanadate“ und dort in die Abteilung „Phosphate usw. mit zusätzlichen Anionen; ohne H2O“ ein. Diese ist allerdings weiter unterteilt nach der relativen Größe der beteiligten Kationen und dem Stoffmengenverhältnis der zusätzlichen Anionen zum Phosphat-, Arsenat- beziehungsweise Vanadatkomplex. Das Mineral ist entsprechend seiner Zusammensetzung in der Unterabteilung „Mit ausschließlich mittelgroßen Kationen; (OH usw.) : RO4 ≤ 1 : 1“ zu finden, wo es zusammen mit Joosteit, Sarkinit, Staněkit, Wagnerit und Wolfeit die „Triploiditgruppe“ mit der Systemnummer 8.BB.15 bildet.
In der vorwiegend im englischen Sprachraum gebräuchlichen Systematik der Minerale nach Dana hat Triploidit die System- und Mineralnummer 41.06.03.02. Das entspricht ebenfalls der Klasse der „Phosphate, Arsenate und Vanadate“ und dort der Abteilung „Wasserfreie Phosphate etc., mit Hydroxyl oder Halogen“. Hier findet er sich innerhalb der Unterabteilung „Wasserfreie Phosphate etc., mit Hydroxyl oder Halogen mit (A)2(XO4)Zq“ in der  „Wolfeitgruppe“, in der auch Wolfeit, Sarkinit, Staněkit und Joosteit eingeordnet sind.

## Kristallstruktur
Triploidit kristallisiert monoklin in der Raumgruppe P21/a (Raumgruppen-Nr. 14, Stellung 3) mit den Gitterparametern a = 12,37 Å; b = 13,23 Å; c = 9,84 Å und β = 108,4° sowie 16 Formeleinheiten pro Elementarzelle.

## Bildung und Fundorte
Triploidit bildet sich hydrothermal als Umwandlungsprodukt aus primären Phosphaten in granitischen Pegmatiten. Als Begleitminerale treten unter anderem Dickinsonit, Eosphorit, Lithiophilit, Rhodochrosit, Triphylin und Triplit auf.
Als seltene Mineralbildung konnte Triploidit nur an wenigen Fundorten nachgewiesen, wobei bisher (Stand 2015) rund 30 Fundorte als bekannt gelten. Seine Typlokalität Steinbruch „Abija N. Fillow“ bei Branchville ist dabei der bisher einzige bekannte Fundort in Connecticut. Weitere Triploiditfunde in den Vereinigten Staaten kennt man allerdings aus dem Yavapai County in Arizona; dem Oxford County in Maine; den Counties Grafton und Rockingham in New Hampshire, dem Cleveland County in North Carolina sowie den Counties Custer und Pennington in South Dakota.
In Deutschland fand man das Mineral bisher nur in einem Gang-Ausbiss bei Trutzhofmühle (Gemeinde Pleystein) und in einer Silbergrube bei Waidhaus im Oberpfälzer Landkreis Neustadt an der Waldnaab (Bayern).
Weitere bisher bekannte Fundorte in Europa sind unter anderem Wheal Owles nahe Botallack in der englischen Grafschaft Cornwall, Hunnakko (Landgemeinde Kuortane) nahe der Stadt Alavus im Westen Finnlands, Skrumpetorp nahe Godegård in der schwedischen Provinz Östergötland sowie Přibyslavice im Okres Kutná Hora und St Vavřinec Hill bei Domažlice in der tschechischen Region Böhmen.
Ansonsten konnte Triploidit noch an einigen Fundpunkten in Südaustralien, im brasilianischen Bundesstaat Rio Grande do Norte, den kanadischen Provinzen Manitoba, Nova Scotia und den Nordwest-Territorien, im Autonomen Gebiet Guangxi der Zhuang im Südosten Chinas, der japanischen Insel Honshū, in der Region Ostsibirien und im Föderationskreis Ferner Osten in Russland sowie in der südafrikanischen Provinz Nordkap gefunden werden.